# Golęcinka

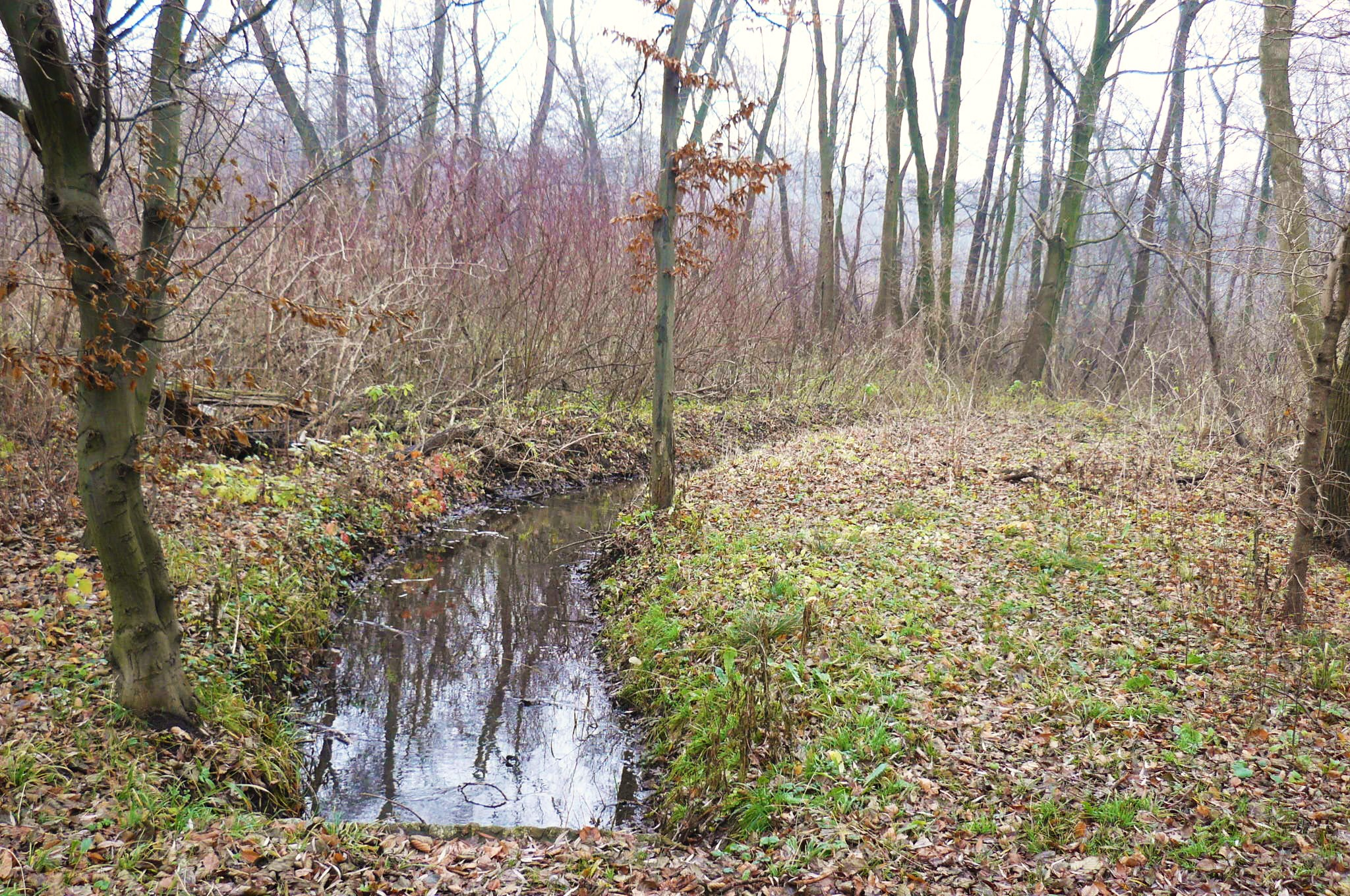
Odkryty fragment tuż przy ujściu do jeziora Rusałka

Golęcinka (pot. Strumień Golęciński) – potok o długości ok. 1,3 km na terenie Poznania, zasilający, wraz z Bogdanką, wody Rusałki. Jest największym, po Bogdance, ciekiem zasilającym Rusałkę. 

## Charakterystyka
Strumień zlokalizowany jest w całości na Golęcinie. Źródła w okolicach skrzyżowania ulic Lutyckiej i Żołnierzy Górników. Przebieg w całości przez tereny leśne – Lasek Golęciński. Ostatnie 400 m ujęte po II wojnie światowej w kolektor (z wyjątkiem ujścia i kilkudziesięciu ostatnich metrów). Ujście do jeziora Rusałka, w środkowej partii północnego brzegu, w rejonie głównej plaży. Przepływy minimalne, w okresie susz – wysycha. W 1996 ustalono, że wody w Strumieniu posiadają III klasę czystości.
Nad Golęcinką znajduje się jeden z pomników ofiar Fortu VII, a także zabytkowa grupa starych drzew.